# Román Wikipédia
A román Wikipédia (románul: Wikipedia în limba română, rövidítve ro.wiki vagy rowiki) a Wikipédia projekt román nyelven íródott változata, egy szabadon szerkeszthető internetes enciklopédia. 2003. július 16-án indult és 2008. január 11-ére elérte a 100 000 szócikket. 2010 augusztusában a 19. helyet foglalt el a Wikipédiák rangsorában.

## Mérföldkövek
- 2003. július 12. - elindul az oldal
- Jelenlegi szócikkek száma: 511 744